# Tim Hudson
Timothy Adam Hudson (né le 14 juillet 1975 à Columbus en Géorgie, États-Unis) est un ancien lanceur droitier de baseball.
Il évolue dans la Ligue majeure de baseball pour les Athletics d'Oakland de 1999 à 2004, les Braves d'Atlanta de 2005 à 2013 et les Giants de San Francisco en 2014 et 2015. Sélectionné quatre fois pour le match des étoiles du baseball majeur (2000, 2004, 2010 et 2014), il remporte la Série mondiale 2014 avec San Francisco. Il se retire après la saison 2015 avec 222 victoires, alors le total le plus élevé parmi les lanceurs en activité dans le baseball majeur. En 17 saisons, sa moyenne de points mérités se chiffre à 3,49.

## Athletics d'Oakland

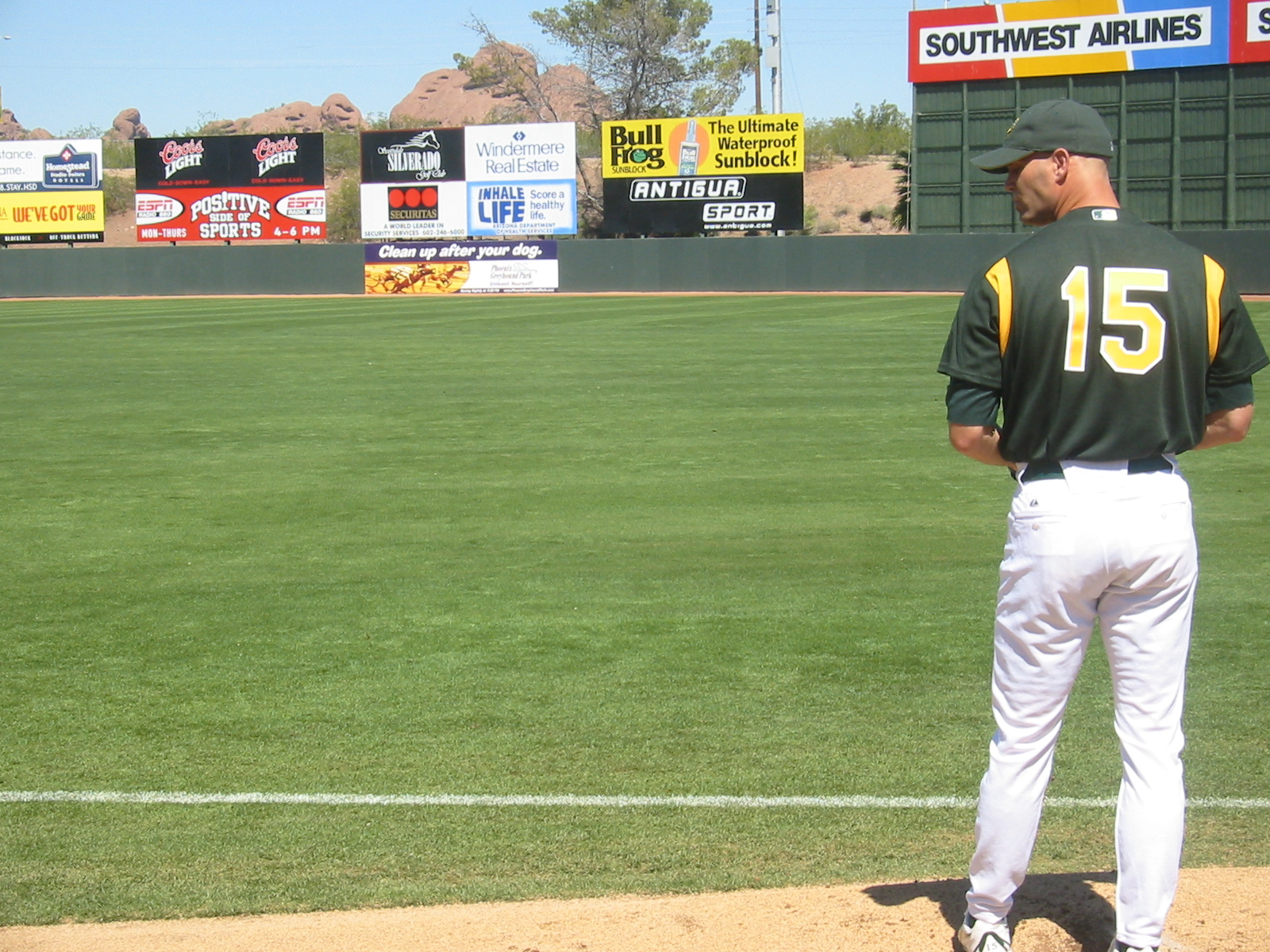
Tim Hudson en 2004 avec les A's d'Oakland.

Tim Hudson est repêché au 6e tour par les Athletics d'Oakland en 1997. Le lanceur partant droitier joue son premier match dans les majeures le 8 juin 1999. À sa saison recrue, il remporte 11 victoires contre seulement 2 défaites. En 21 départs, il lance 136,1 manches et réussit 132 retraits sur des prises. Sa moyenne de points mérités se maintient à 3,23. Malgré ces statistiques impressionnantes, il échappe le titre de recrue de l'année de la Ligue américaine au profit de Carlos Beltran, des Royals de Kansas City.
En 2000, Hudson mène la Ligue américaine au chapitre des victoires, avec 20. Il n'écope de la défaite que dans 6 occasions, ce qui lui confère le meilleur pourcentage de victoires pour un lanceur des majeures cette année-là. À la mi-saison, il est invité à sa première partie d'étoiles et termine deuxième derrière Pedro Martinez au vote du trophée Cy Young, décerné au meilleur lanceur de la ligue.
En 2001, Tim Hudson est le partant effectuant le plus de départs (35) dans les majeures. Il enregistre un sommet personnel de 181 retraits sur des prises et montre un dossier victoires défaites de 18-9.
Au cours des trois saisons suivantes pour Oakland, la fiche de Hudson est de 15-9, 16-7 et 12-6. Sa moyenne de points mérités passe sous la barre des 3 points mérités accordés par 9 manches lancées : 2,98 en 2002 et 2,70 en 2003. Encore considéré pour le trophée Cy Young en 2001 et 2003, il est invité à son second match d'étoiles en 2004.
Hudson joue en séries éliminatoires pour les A's chaque année de 2000 à 2003, bien que l'équipe ne parvienne jamais à franchir la première ronde. Le 11 octobre 2001, dans le deuxième match de la Série de division, il blanchit les Yankees de New York pendant 8 manches au Yankee Stadium et les A's l'emportent 2-0.

## Braves d'Atlanta
Le 16 décembre 2004, Tim Hudson est échangé aux Braves d'Atlanta en retour de trois joueurs : les lanceurs Juan Cruz et Dan Meyer ainsi que le voltigeur Charles Thomas.
De 2005 à 2008, la fiche de Hudson chez les Braves est de 14-9, 13-12, 16-10 et 11-7. Il mène à nouveau les lanceurs des majeures pour le nombre de départs en 2006, avec 35. Il effectue un départ au premier tour éliminatoire contre Houston en 2005, mais il encaisse la défaite et les Braves perdent éventuellement la série.
Blessé au cours de la saison 2008, il subit une opération de type Tommy John à l'épaule droite. Il ne reviendra pas au jeu avant la mi-saison 2009. Il débute 7 parties pour les Braves en 2009, remportant deux de ses trois décisions.

### Saison 2010

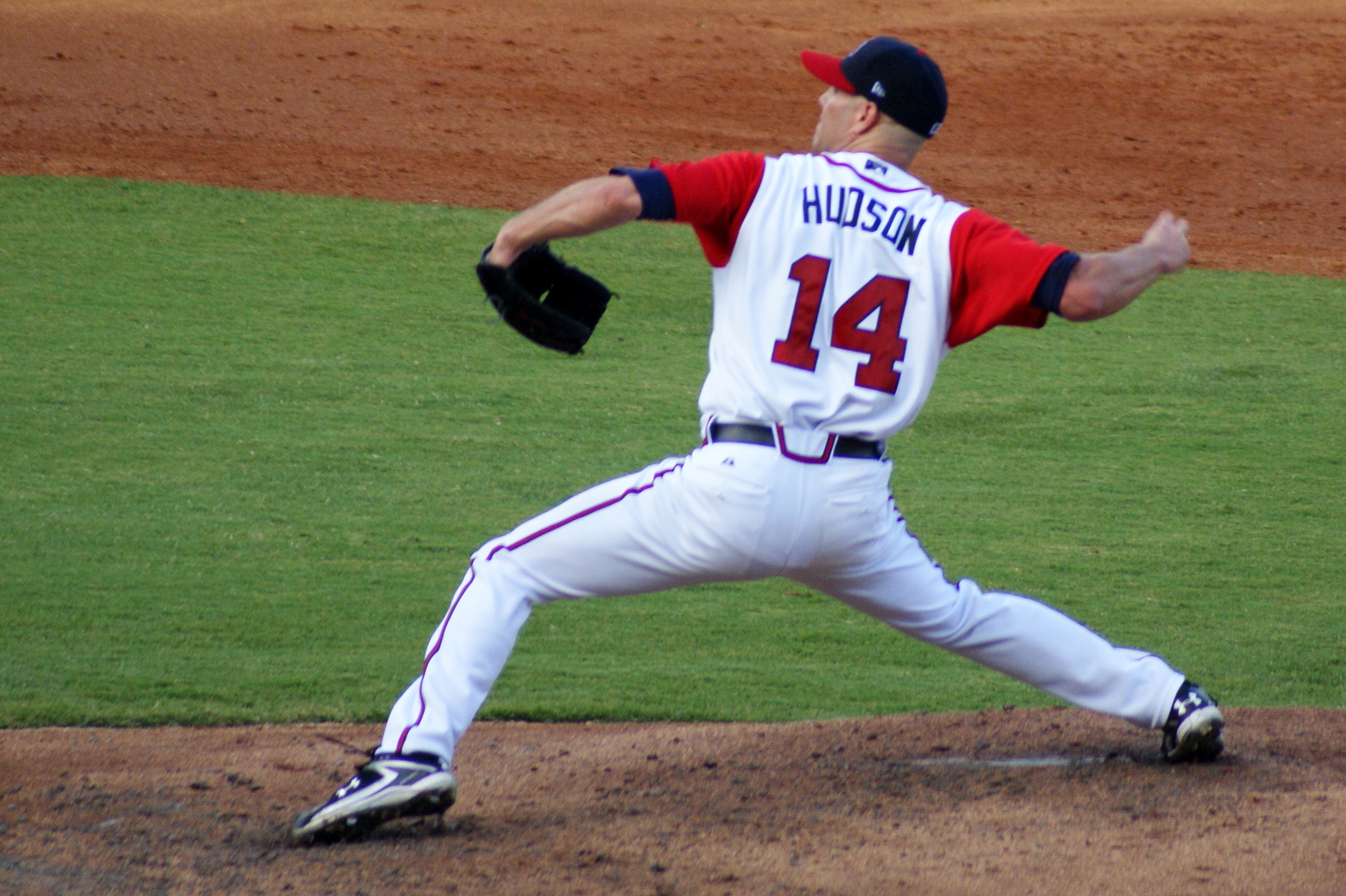
Tim Hudson lançant en 2009 pour les Braves de Gwinnett lors d'un séjour en ligue mineure pour retrouver la forme après une blessure.

Il remporte le prix du joueur ayant effectué le plus beau retour en 2010 (NL Comeback Player of the Year) dans la Ligue nationale après avoir remporté 17 victoires, contre 9 défaites. Quatrième pour les matchs gagnés parmi les lanceurs de la Ligue nationale, il est aussi 6e avec sa moyenne de points mérités de 2,83. Il reçoit à la mi-saison sa 3e invitation en carrière au match des étoiles et, une fois la saison terminée, prend le 4e du vote déterminant le récipiendaire du trophée Cy Young du meilleur lanceur.
Hudson retourne en séries éliminatoires et est choisi pour commencer la Série de divisions contre les Giants de San Francisco le 7 octobre. Mais malgré un seul point accordé, il cède la vedette à l'as des Giants Tim Lincecum et est le lanceur perdant dans la défaite de 1-0 des Braves. Hudson revient au monticule le 11 octobre quand les Braves sont menacés d'élimination. Il accorde trois points, dont deux mérités, et subit une autre défaite dans un match serré, perdu 3-2 par Atlanta.

### Saison 2011
Pilier de la rotation des Braves en 2011, Hudson mène l'équipe au chapitre des victoires avec 16, contre 10 défaites. Il est le 6e lanceur le plus victorieux de la Ligue nationale. En 33 départs et 215 manches lancées, il conserve une moyenne de points mérités de 3,22. Il est aussi le lanceur de la Nationale qui atteint le plus grand nombre de frappeurs adverses, soit 15 durant l'année.
Le 20 juin, il frappe son deuxième coup de circuit en carrière, une frappe de deux points en 7e manche qui fait gagner les Braves 2-0 contre les Blue Jays de Toronto. Le 15 juillet, il est le lanceur gagnant dans le match où les Braves remportent la 10000e victoire de l'histoire de leur franchise.

### Saison 2012
Hudson gagne à nouveau 16 parties pour les Braves en 2012 et n'encaisse que 7 défaites en 28 départs. Sa moyenne de points mérités augmente légèrement pour atteindre 3,62 en 179 manches au monticule.

### Saison 2013
En 2013, à sa dernière année à Atlanta, Hudson effectue 21 départs et remet une fiche de 8-7, gagnant au passage son 200e match dans les majeures. Sa moyenne de points mérités s'élève à 3,97 en 131 manches et un tiers lancées. 
La saison du lanceur de 38 ans prend toutefois fin abruptement le 24 juillet lors d'un match à New York contre les Mets. En 8e manche de ce match, Hudson couvre le premier but pour attraper un relais sur une balle frappée à l'avant-champ par Eric Young des Mets. Les deux adversaires arrivent au coussin à peu près en même temps et Young, dans sa course, atterrit sur la cheville droite de Hudson, y enfonçant involontairement ses crampons. La cheville de Hudson est fracturée. La scène choque le joueur des Mets qui, visiblement ému, accompagne Hudson qui est transporté hors du terrain sur un brancart,.

## Giants de San Francisco

### Saison 2014

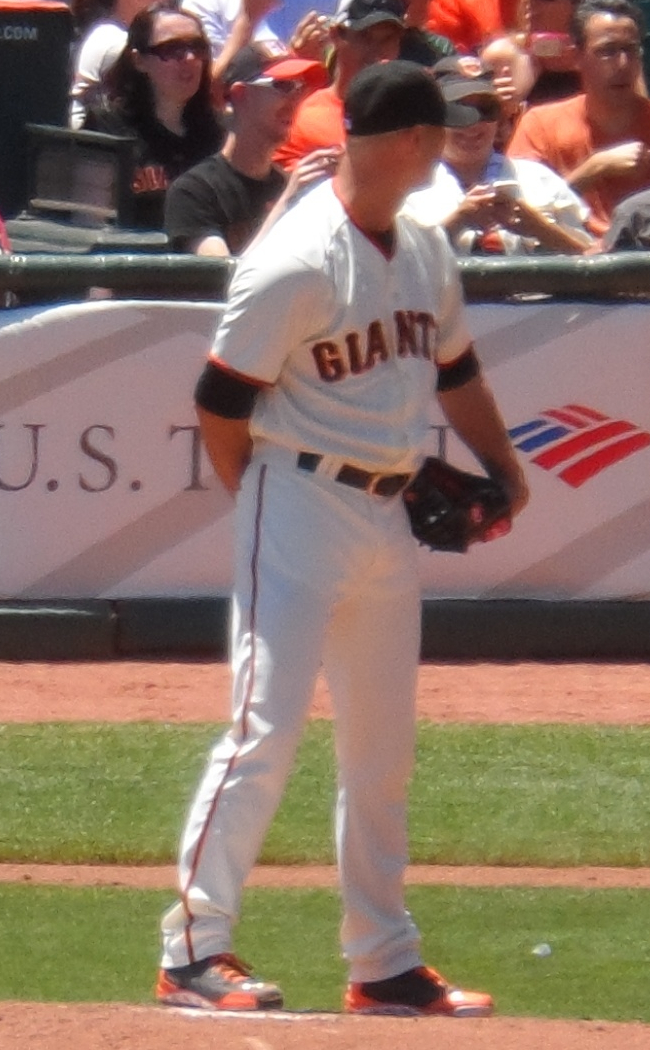
Tim Hudson en 2014 avec les Giants de San Francisco.

Devenu agent libre après 9 saisons chez les Braves, Tim Hudson s'entend le 19 novembre 2013 avec les Giants de San Francisco, qui lui proposent un contrat de deux années.
Il n'accorde pas de but-sur-balles avant son 5e départ pour les Giants le 25 avril 2014. Cette séquence de 30 manches et deux tiers lancées sans accorder de passe gratuite est la plus longue des majeures pour amorcer une saison depuis les 33 de Tiny Bonham chez les Yankees de New York de 1944. Hudson est invité au match des étoiles 2014, honorant sa 4e sélection en carrière. 
Sa seconde moitié de saison 2014 est plus difficile, et il est notamment ennuyé par une blessure à la hanche. Après avoir maintenu une moyenne de points mérités de 2,87 en 119 manches pour se rendre à la pause du match des étoiles, Hudson présente une moyenne de 4,73 par la suite, et termine avec une moyenne de 8,72 en 5 départs au mois de septembre. Il complète l'année avec 9 victoires et 13 défaites, sa première fiche perdante en carrière. Sa moyenne de points mérités se chiffre à 3,57 en 189 manches et un tiers lancées en 31 départs, avec un match complet. Le 27 août contre Colorado, il réussit son 2 000e retrait sur des prises en carrière, et termine l'année avec 120 contre 34 buts-sur-balles alloués. Il donne en moyenne 1,6 but-sur-balles par partie, le 6e plus faible nombre de la Ligue nationale en 2014. 
Hudson se ressaisit à temps pour les éliminatoires : il blanchit les Nationals de Washington pendant 7 manches dans le second match de la Série de divisions, une rencontre que les Giants remportent en 18 manches de jeu. San Francisco atteint la Série mondiale 2014, offrant au lanceur de 39 ans sa première chance de jouer en finale, à sa 17e saison.
Hudson joue son dernier match dans les majeures le 1er octobre 2015 et il se retire après 222 victoires, alors le plus haut total parmi les lanceurs en activité. 
Son avant-dernier match, le 26 septembre 2015 à Oakland, est marqué par des retrouvailles avec deux autres lanceurs étoiles des Athletics d'Oakland du début des années 2000. Les Giants et les Athletics étant en effet éliminés de la course aux séries éliminatoires, les deux clubs saisissent l'opportunité de générer de l'intérêt pour un match d'autrement peu d'importance et de saluer la carrière de deux lanceurs faisant leur dernier tour de piste. Les A's envoient comme lanceur partant Barry Zito, coéquipier de Hudson à Oakland de 2000 à 2004, contre le droitier des Giants. La réunion des 3 anciens lanceurs étoiles est complète avec Mark Mulder, à la retraite mais présent pour effectuer le lancer protocolaire. La nostalgie sort grande gagnante de l'événement, puisque Hudson est retiré du match après 3 points accordés en une manche et un tiers, tandis que Zito donne 4 points en deux manches lancées dans une rencontre ultimement remportée 14-10 par San Francisco.